# 穆罕默德·艾哈迈德·马赫迪
穆罕默德·艾哈迈德·马赫迪（阿拉伯語：محمد أحمد ابن عبد الله；1844年8月12日—1885年6月22日），本名穆罕默德·艾哈迈德·本·阿卜杜拉（محمد أحمد ابن عبد الله），是苏丹宗教改革家、军事與政治人物，早年定居阿巴岛，从事苏菲派传教活动，後於1881年6月自称马赫迪，发动武装起义，率领信徒击败英国和埃及联军，创建独立的苏丹政权马赫迪国，1885年6月病逝，政权由副手阿卜杜拉希·本·穆罕默德接管，直至1898年被英军消灭。其领导的马赫迪教团迄今在苏丹拥有强大号召力，亦影响了苏丹独立后的政局发展。

## 早年生涯
马赫迪本名穆罕默德·艾哈迈德，於1844年8月12日出生于土埃苏丹（今苏丹北部）栋古拉地区尼罗河上的拉巴卜岛上的一户人家，其父阿卜杜拉是造船师:16，他出生不久後家乡发生旱灾，全家被迫迁居到喀土穆以北的卡拉里村，但在移居不久后，他的父母便相继逝世了:76。穆罕默德·艾哈迈德年龄稍长後便进入学校学习《古兰经》，从学校毕业後，他不愿承父业从事造船，而是决定继续学习伊斯兰教法，便继续深造:159-160，先后向喀土穆的长老瓦德、柏柏爾的教律学家穆罕默德·海尔求教:17，期间还曾與两名兄长在喀土穆以南、白尼罗河上的阿巴岛短暂居住，而这个岛屿也成为他日后长期居住及发迹的地方，旋即离开阿巴岛，师从苏菲派长老谢赫·穆罕默德·谢里夫，並最终成为该派教長，四处传播塔里卡的教义:17:76。
1871年，定居在阿巴岛的穆罕默德·艾哈迈德开始从事传教活动，主持修筑清真寺，创办讲堂，号召穆斯林居民遵循《古兰经》及《圣训》的教义，为真主而圣战，亦宣传朴素的平等观念:17，与此同时，他还曾到过歐拜伊德查访民情，了解了埃及、土耳其官僚對在地民众的压榨以及苏丹人民的抗争，因此决心驱逐土、埃殖民势力，改良伊斯兰教，並吸收了大量對社会现实不满的苏丹穆斯林:77:161-162。

## 领导起义

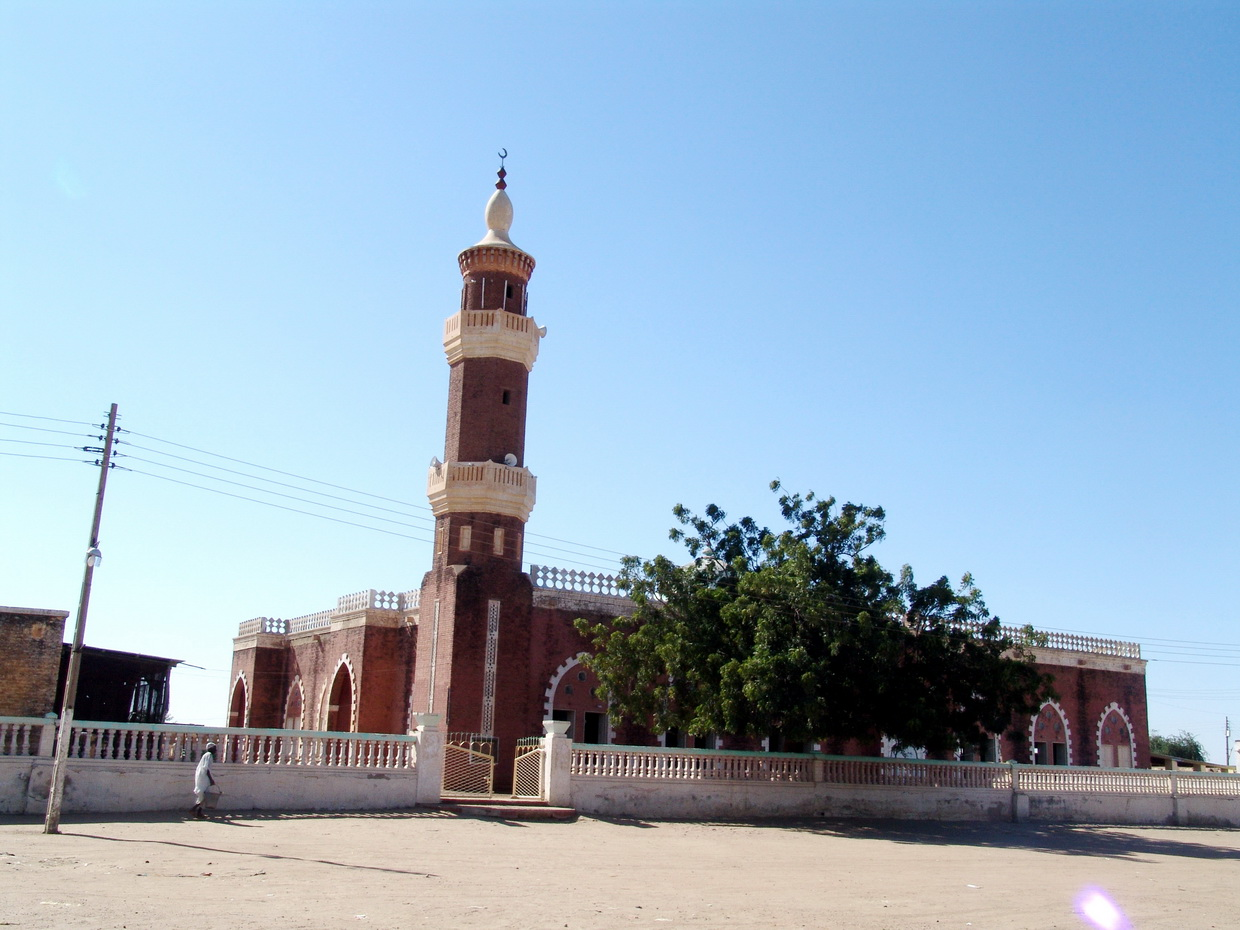
阿巴岛上的清真寺，马赫迪於该岛发动起义

1881年6月，穆罕默德·艾哈迈德认为时机已到，遂在阿巴岛发动起义，向会众宣称自己是真主差遣至人间的救世主马赫迪，号召苏丹民众反對外来压迫，驱逐英国人與埃及人。苏丹总督穆罕默德·劳夫帕夏得知此事後，派出助理前往阿巴岛，试图说服马赫迪停止起义行动，而马赫迪认为自己接受了真主與先知穆罕默德的旨意，行动具有合理性，对此结果不满的总督试图镇压马赫迪起义，当局的两个步兵连搭乘军舰沿尼罗河逆流而上，抵达阿巴岛的轮船上岸，从不同方向接近马赫迪的村庄，但这两支部队同时抵达后，开始盲目地向对方开火，马赫迪的少数追随者因此得以轮番反击，最终将两支部队全部歼灭:43:28，劳夫帕夏在给开罗当局的报告中淡化了这次起义，并派遣科尔多凡都督率领1,000名士兵前往阿巴岛镇压马赫迪，但由于九月的雨水淹没了他们前行的道路和河床，当局放弃了追击，之后，为了躲避政府军的攻击，馬赫迪率领起义军进入努巴山脉:111，並逐渐转移到科尔多凡、法绍达的卡迪尔山区，得到当地不少努比亚人、阿拉伯部落的支持，他也号召全苏丹的民众來卡迪尔山参加圣战，起义军得以发展壮大，並於同年12月击败了法绍达省长拉希德率领的讨伐军，击毙了拉希德本人:77-78。
埃及当局随即召回了劳夫帕夏，改任命阿卜杜·卡迪尔为苏丹总督，他派出尤素夫劝说马赫迪投降，但遭到拒绝，因此，尤素夫率领远征军前往卡迪尔山讨伐马赫迪，但因轻敌被起义军歼灭:30，马赫迪乘机整编军队，扩大影响力，1883年1月，起义军经过四个月的围困后，占领了科尔多凡的首府欧拜伊德:43，之后，马赫迪将作战重心转向喀土穆，同年夏天，退役的英属印度参谋团军官威廉·希克斯率领一支8,600人的埃及军队在喀土穆集结，並携带4门克虏伯80毫米野战炮、10门黄铜山炮和6挺诺登费尔特机枪，进军欧拜伊德:31，希克斯留下3,000人镇守喀土穆，自己则率领其余部队前去迎战马赫迪，与此同时，马赫迪改变了计划，撤回了前往喀土穆的军队，转而回到自己在欧拜伊德的根据地，诱使希克斯调兵至喀土穆，最终，希克斯部队在当年11月艰难地行进至欧拜伊德时，便遭到马赫迪起义军突击，希克斯本人也在是次战争中被击毙，起义军亦迅速占领了达尔富尔地区，控制了苏丹西部。

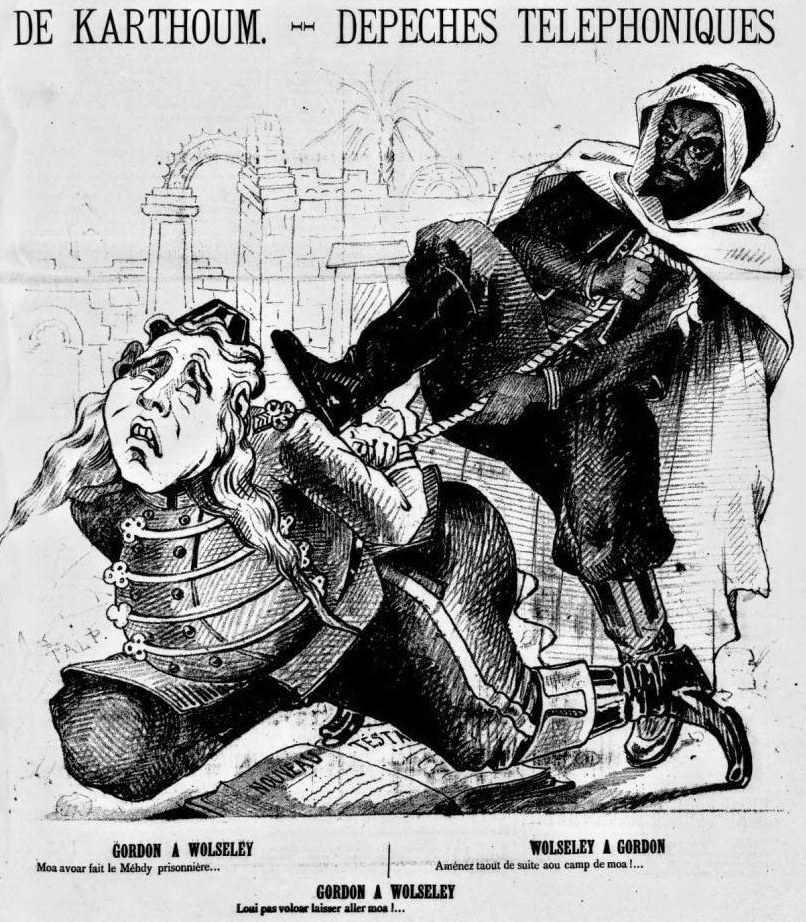
法国一副描绘马赫迪斩首戈登的讽刺画

1883年末，英国准备撤离苏丹的大部分地区，撤走英埃士兵，並计划占领苏丹南部，在北部、中部另外建立保护国。英国政府要求查理·喬治·戈登担任总督，前往喀土穆撤军，同时试图拉拢在地教長、贵族，1884年2月，戈登写信劝降马赫迪，在信中，他宣称會委任马赫迪为科尔多凡的君主，並寄给他一套官服，但遭到拒绝，马赫迪还回信要求戈登弃暗投明，皈依伊斯兰教，也寄给他一套起义军的制服。1884年2月，马赫迪的将领奥斯曼·迪格奈在萨瓦金消灭了试图在当地登录的英军，切断了萨瓦金通往柏柏爾的道路，同年3月18日，由马赫迪亲自指挥的起义军对喀土穆发动围攻，但因缺乏进行正式围攻的实力，起义军直到次月才切断喀土穆連結外界的电报:175，在喀土穆被围攻的现实情况下，英国首相威廉·格萊斯頓已决定放弃苏丹，並认为派遣援军前往当地是剥夺苏丹人的自由，但他的想法却在英国国内遭遇了反弹，当年7月25日，内阁不顾首相的反对，投票决定派遣一支救援部队前往喀土穆，8月5日，下议院投票表决，同意派遣这支救援部队前往苏丹:179-180，但在进入苏丹後，这支援军不时遭到起义军攻击，就连尼罗河上的舰艇也难以前往喀土穆城内为英军提供补给，而马赫迪也开始派人进入喀土穆城，劝说民众投降，1885年1月25日，起义军攻克喀土穆，戈登也在总督府被起义军斩首，英国的援军无功而返，马赫迪军不久几乎占领了苏丹全境，开始筹备建立新的国家:80-82。

## 逝世以后

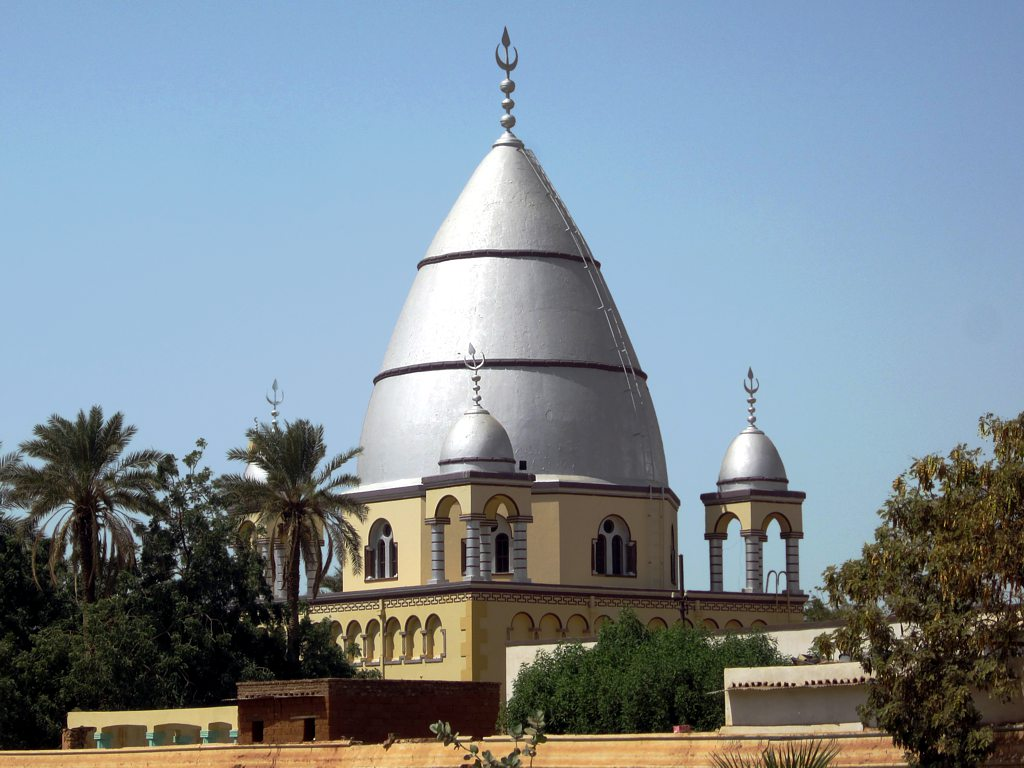
马赫迪陵

1885年6月22日，穆罕默德·艾哈迈德在准备建立马赫迪国时，因斑疹伤寒去世，葬于喀土穆城附近的恩图曼马赫迪陵，他的助手阿卜杜拉希·本·穆罕默德继承了马赫迪國，成为这个政权的哈里发，並继续对抗英国，马赫迪國直到1899年才被英军消灭，苏丹也随即成为英国、埃及共同管理的殖民地:82。而马赫迪的坟茔也於1899年被英军破坏，他的尸体被斩首抛入尼罗河中。
在家乡苏丹，马赫迪拥有崇高的声望，他被苏丹人民视为民族英雄，其位于恩图曼的陵墓马赫迪陵在修复後亦保存至今，其继承人阿卜杜拉希的住所也被苏丹政府改成哈里发博物馆，以纪念其率领民族独立、反抗外敌的贡献:928-929。德国哲学家恩格斯也對马赫迪给予了很高的评价，稱他是“勇敢的榜样”，中华人民共和国的一些学者也肯定马赫迪反抗英国争取民族独立的战争，但也认为马赫迪受到阶级與时代的限制，无法阻止马赫迪政权的封建化，最终导致起义失败:44-48。

## 家族
穆罕默德·艾哈迈德·马赫迪有两个兄长，在马赫迪战争期间均参加了起义军，其中一位在1882年與尤素夫作战期间身亡，另一位兄长是穆罕默德·本·阿卜杜拉，他也是起义军的司令官:78。马赫迪的家族在近现代苏丹政坛仍具有重要地位，其子阿卜杜尔·拉赫曼·马赫迪，是安萨派宗教团的领袖，也是英属苏丹时期的大商人，拥有上万英亩的土地，並为殖民当局的承包工程提供大量物资，也是苏丹主要政党乌玛党的创立者。曾于1966年至1967年、1986年至1989年二度担任苏丹总理的萨迪克·马赫迪，是马赫迪之曾孙，也是阿卜杜尔·拉赫曼之孙，西迪克之子，曾擔任蘇丹外交部長的玛丽亚姆·马赫迪，则是萨迪克·马赫迪的女儿。